# Романьё
Романье (фр. Romagnieu) — коммуна во Франции, находится в регионе Рона — Альпы. Департамент коммуны — Изер. Входит в состав кантона Шартрёз-Гье. Округ коммуны — Ла-Тур-дю-Пен.
Код INSEE коммуны — 38343. Население коммуны на 1999 год составляло 1 235 человек. Населённый пункт находится на высоте от 218  до 364  метров над уровнем моря. Муниципалитет расположен на расстоянии около 450 км юго-восточнее Парижа, 70 км восточнее Лиона, 45 км севернее Гренобля. Мэр коммуны — M. Denis Guillet, мандат действует на протяжении 2001—2008 гг.
Динамика населения (INSEE):